# Sphyrastylis
Sphyrastylis es un género de orquídeas perteneciente a la subfamilia Epidendroideae dentro de la familia Orchidaceae. Tiene diez especies. 

## Especies
| - Sphyrastylis cryptantha - Sphyrastylis dalstromii - Sphyrastylis dressleri - Sphyrastylis ecuadorensis - Sphyrastylis escobariana | - Sphyrastylis garayi - Sphyrastylis hoppii - Sphyrastylis oberonioides - Sphyrastylis tsubotae - Sphyrastylis urceilabris |